# Aleksandra Melnichenko
Aleksandra Melnichenko (nacida en 1977) es la esposa del empresario ruso, Andrey Melnichenko, el cual tiene una riqueza personal de $13.8 billones, posicionado el número 90 en la lista mundial de multimillonarios, Forbes (8.º en Rusia).

## Primeros años
Nacida Sandra Nikolić en Belgrado, de madre (artista) croata y padre (arquitecto) serbio, llevó a cabo sus estudios en el Eleventh Belgrade Gymnasium, a priori de inscribirse en la Facultad Internacional de Administración, en Belgrado.

## Carrera
A sus 15 años, animaron a Aleksandra a convertirse en modelo. Viajó con sus padres por Milán, París y Londres, donde trabajó para varias firmas de moda. Con 17 años se convirtió en una de las fundadoras de Models, un Grupo de pop Serbio de los años 90.  
En 1998, Aleksandra volvió a trabajar como modelo y en el 1999 firmó con agencias, tales como Riccardo Gay y Traffic. Se pasó los siguientes cuatro años trabajando en Milán y Barcelona, participando en un gran número de campañas publicitarias tanto en medios de comunicación impresos como en televisión.

## Vida personal
Aleksandra conoció a Andrey Melnichenko en el Sur de Francia en el 2003. En septiembre de 2005 organizaron una lujosa boda en la Costa Azul.

## Colección de Arte
Aleksandra y su marido Andrey Melnichenko poseen dos obras de la serie 'Nenúfares' de Claude Monet y numerosos muebles del siglo XVIII.

## Motor Yacht 'A'
Alessandra y Andrey Melnichenko son propietarios de un yate diseñado por Philippe Stark, cuya construcción supera los £300 millones, tiene unos 7315,2 metros cuadrados habitables, emplea una tripulación de al menos 35 y contiene una suite principal encerrada en un vidrio a prueba de bombas de 44 milímetros. Desde agosto del 2016 el yate ha sido declarado en venta.